# Saison 2014-2015 des Bucks de Milwaukee
La saison 2014-2015 des Bucks de Milwaukee est la 47e saison de la franchise en NBA.

## Draft
| Tour | Choix | Joueur              | Poste | Nationalité | Provenance            |
| ---- | ----- | ------------------- | ----- | ----------- | --------------------- |
| 1    | 2     | Jabari Parker       | SF    | États-Unis  | Duke                  |
| 2    | 31    | Damien Inglis       | PF    | France      | Chorale Roanne Basket |
| 2    | 36    | Johnny O'Bryant III | PF    | États-Unis  | Louisiana State       |
| 2    | 48    | Lamar Patterson     | SG    | États-Unis  | Pittsburgh            |

## Classements de la saison régulière
| Conférence Est | Conférence Est         | Conférence Est | Conférence Est | Conférence Est | Conférence Est | Conférence Est | Conférence Est |
| No             | Franchise              | Vic.           | Déf.           | MJ             | MR             | % V/D          | RV             |
| -------------- | ---------------------- | -------------- | -------------- | -------------- | -------------- | -------------- | -------------- |
| 1              | Hawks d'Atlanta        | 60             | 22             | 82             | 0              | 73,2%          | -              |
| 2              | Cavaliers de Cleveland | 53             | 29             | 82             | 0              | 64,6%          | 7              |
| 3              | Bulls de Chicago       | 50             | 32             | 82             | 0              | 61,0%          | 10             |
| 4              | Raptors de Toronto     | 49             | 33             | 82             | 0              | 59,8%          | 11             |
| 5              | Wizards de Washington  | 46             | 36             | 82             | 0              | 56,1%          | 14             |
| 6              | Bucks de Milwaukee     | 41             | 41             | 82             | 0              | 50,0%          | 19             |
| 7              | Celtics de Boston      | 40             | 42             | 82             | 0              | 48,8%          | 20             |
| 8              | Nets de Brooklyn       | 38             | 44             | 82             | 0              | 46,3%          | 22             |
|                |                        |                |                |                |                |                |                |
| 9              | Pacers de l'Indiana    | 38             | 44             | 82             | 0              | 46,3%          | 22             |
| 10             | Heat de Miami          | 37             | 45             | 82             | 0              | 45,1%          | 23             |
| 11             | Hornets de Charlotte   | 33             | 49             | 82             | 0              | 40,2%          | 27             |
| 12             | Pistons de Détroit     | 32             | 50             | 82             | 0              | 39,0%          | 28             |
| 13             | Magic d'Orlando        | 25             | 57             | 82             | 0              | 30,5%          | 35             |
| 14             | 76ers de Philadelphie  | 18             | 64             | 82             | 0              | 22,0%          | 42             |
| 15             | Knicks de New York     | 17             | 65             | 82             | 0              | 20,7%          | 43             |

| Division Centrale      | V  | D  | MJ | % V/D  | GB | Dom   | Ext   | Div  | Conf  |
| ---------------------- | -- | -- | -- | ------ | -- | ----- | ----- | ---- | ----- |
| Cavaliers de Cleveland | 53 | 29 | 82 | 64,6 % | -  | 31-10 | 22-19 | 11-5 | 35-17 |
| Bulls de Chicago       | 50 | 32 | 82 | 61,0 % | 3  | 27-14 | 23-18 | 8-8  | 33-19 |
| Bucks de Milwaukee     | 41 | 41 | 82 | 50,0 % | 12 | 23-18 | 18-23 | 7-9  | 30-22 |
| Pacers de l'Indiana    | 38 | 44 | 82 | 46,3 % | 15 | 23-18 | 15-26 | 8-8  | 28-24 |
| Pistons de Détroit     | 32 | 50 | 82 | 39,0 % | 21 | 18-23 | 14-27 | 6-10 | 23-29 |

## Effectif
| Bucks de Milwaukee Effectif 2014-2015 |    |                        |                         |                     |
| Entraîneur : Jason Kidd               |    |                        |                         |                     |
| Ailier                                | 34 | Drapeau de la Grèce    | Giánnis Antetokoúnmpo   | Grèce               |
| Meneur                                | 19 | Drapeau des États-Unis | Jerryd Bayless          | Arizona             |
| Meneur                                | 5  | Drapeau des États-Unis | Michael Carter-Williams | Syracuse            |
| Ailier                                | 9  | Drapeau des États-Unis | Jared Dudley            | Boston College      |
| Meneur                                | 11 | Drapeau des États-Unis | Tyler Ennis             | Syracuse            |
| Meneur                                | 13 | Drapeau du Mexique     | Jorge Gutiérrez         | California          |
| Pivot                                 | 31 | Drapeau des États-Unis | John Henson             | North Carolina      |
| Ailier fort                           | 7  | Drapeau de la Turquie  | Ersan İlyasova          | Turquie             |
| Ailier                                | 17 | Drapeau de la France   | Damien Inglis           | France              |
| Arrière                               | 00 | Drapeau des États-Unis | O. J. Mayo (C)          | Southern California |
| Arrière                               | 22 | Drapeau des États-Unis | Khris Middleton         | Texas A&M           |
| Ailier fort                           | 3  | Drapeau des États-Unis | Johnny O'Bryant III     | LSU                 |
| Pivot                                 | 27 | Drapeau de la Géorgie  | Zaza Pachulia           | Géorgie             |
| Ailier                                | 12 | Drapeau des États-Unis | Jabari Parker           | Duke                |
| Pivot                                 | 21 | Drapeau des États-Unis | Miles Plumlee           | Duke                |
| (C) - Capitaine, Blessé               |    |                        |                         |                     |

## Transactions
| Arrivées Via draft - Johnny O'Bryant III - Jabari Parker Via transfert - Michael Carter-Williams - Jared Dudley - Tyler Ennis - Miles Plumlee Agents libres - Jerryd Bayless - Jorge Gutiérrez | Départs Via transfert - Carlos Delfino - Brandon Knight - Miroslav Raduljica Agents libres - Jeff Adrien - Ramon Sessions - Ekpe Udoh - Nate Wolters Libérés - Larry Sanders |

### Transferts
| 26 août    | Vers Milwaukee Bucks - Jared Dudley - Premier tour de draft 2017                                                         | Vers Los Angeles Clippers - Carlos Delfino - Miroslav Raduljica - Second tour de draft 2017 |                                                                   | [ 2 ] |
| 19 février | Vers Milwaukee Bucks - Tyler Ennis (de Phoenix) - Miles Plumlee (de Phoenix) - Michael Carter-Williams (de Philadelphie) | Vers Phoenix Suns - Brandon Knight (de Milwaukee) - Kendall Marshall (de Milwaukee)         | Vers Philadelphia 76ers - Premier tour de draft 2015 (de Phoenix) |       |